# USS Salt Lake City (CA-25)
USS Salt Lake City (CL/CA-25) là một tàu tuần dương hạng nặng của Hải quân Hoa Kỳ thuộc lớp Pensacola, đôi khi được gọi là "Swayback Maru". Nó là tàu chiến đầu tiên của Hải quân Mỹ được đặt cái tên này theo tên thành phố Salt Lake City thuộc tiểu bang Utah. Trong Chiến tranh Thế giới thứ hai, nó đã tham gia rất nhiều trận đánh và được tặng thưởng 11 Ngôi sao Chiến đấu cùng danh hiệu Đơn vị Tuyên dương Hải quân. Sau chiến tranh Salt Lake City được dùng làm mục tiêu cho việc thử nghiệm bom nguyên tử, và cuối cùng bị đánh chìm như một mục tiêu ngoài khơi California vào năm 1948.

## Thiết kế và chế tạo
Salt Lake City được đặt lườn như là chiếc CL-25 (tàu tuần dương hạng nhẹ) vào ngày 9 tháng 6 năm 1927 tại xưởng tàu của hãng American Brown Boveri Electric Corporation, một chi nhánh của New York Shipbuilding Corporation ở Camden, New Jersey; được hạ thủy vào ngày 23 tháng 1 năm 1929, được đỡ đầu bởi cô Helen Budge, cháu nội của William Budge, một vị Trưởng giáo Mormon hàng đầu; và được đưa ra hoạt động vào ngày 11 tháng 12 năm 1929 tại Xưởng hải quân Philadelphia dưới quyền chỉ huy của hạm trưởng, Đại tá Hải quân Frederick Lansing Oliver.

## Lịch sử hoạt động

### Những năm giữa hai cuộc thế chiến
Salt Lake City rời Philadelphia vào ngày 20 tháng 1 năm 1930 cho chuyến đi chạy thử máy dọc theo bờ biển ngoài khơi Maine. Nó bắt đầu một chuyến đi kéo dài vào ngày 10 tháng 2; viếng thăm vịnh Guantánamo tại Cuba; Culebra, quần đảo Virgin; Rio de Janeiro và Bahia tại Brasil rồi quay trở lại vịnh Guantanamo, nơi nó gia nhập Hải đội Tuần dương 2 của Lực lượng Tuần tiễu vào ngày 31 tháng 3. Cùng với hải đội này, nó hoạt động dọc theo bờ biển New England cho đến ngày 12 tháng 9, khi nó được điều về Hải đội Tuần dương 5. Salt Lake City sau đó hoạt động ngoài khơi New York, mũi Cod và vịnh Chesapeake Bay cho đến năm 1931. Vào ngày 1 tháng 7 năm 1931, theo quy ước mới của Hiệp ước Hải quân London, nó được xếp lại lớp như một tàu tuần dương hạng nặng với ký hiệu lườn mới CA-25.
Đầu năm 1932, Salt Lake City cùng với các tàu tuần dương Chicago (CA-29) và Louisville (CA-28) di chuyển sang vùng bờ Tây tham gia tập trận hạm đội. Chúng đi đến San Pedro, California vào ngày 7 tháng 3, và sau khi hoàn tất các cuộc tập trận theo kế hoạch, được bố trí về Hạm đội Thái Bình Dương. Salt Lake City ghé thăm Trân Châu Cảng trong tháng 1 và tháng 2 năm 1933; và vào tháng 9 được điều động sang Hải đội Tuần dương 4. Từ tháng 10 năm 1933 đến tháng 1 năm 1934, nó được đại tu tại Xưởng hải quân Puget Sound; rồi lại tiếp tục nhiệm vụ cùng Hải đội Tuần dương 4. Tháng 5 năm 1934, chiếc tàu tuần dương đi đến New York tham gia cuộc Duyệt binh Hải quân rồi quay trở về San Pedro vào ngày 18 tháng 12.
Cho đến năm 1935, Salt Lake City hoạt động suốt dọc bờ Tây Hoa Kỳ từ San Diego đến Seattle. Trong những tháng đầu tiên của năm 1936, nó tiến hành các cuộc thực tập tác xạ rộng rãi tại đảo San Clemente, và vào ngày 27 tháng 4 khởi hành từ San Pedro tham gia các hoạt động tập trận phối hợp tàu nổi-tàu ngầm tại Balboa thuộc khu vực kênh đào Panama. Salt Lake City quay trở về San Pedro vào ngày 15 tháng 6 tiếp nối các hoạt động tại khu vực Bờ Tây cho đến khi khởi hành đi sang quần đảo Hawaii vào ngày 25 tháng 4 năm 1937. Nó quay về vùng Bờ Tây vào ngày 20 tháng 5.
Chuyến đi kéo dài tiếp theo của Salt Lake City bắt đầu vào ngày 13 tháng 1 năm 1939, khi nó lên đường hướng đến vùng biển Caribbe ngang qua kênh đào Panama. Trong ba tháng tiếp theo sau, nó viếng thăm Panama, Colombia, quần đảo Virgin, Trinidad, Cuba và Haiti; trước khi quay trở về San Pedro vào ngày 7 tháng 4. Từ ngày 12 tháng 10 năm 1939 đến ngày 25 tháng 6 năm 1940, nó di chuyển qua lại trong khu vực giữa Trân Châu Cảng, đảo Wake và Guam, sử dụng các dịch vụ của chiếc tàu sửa chữa Vestal (AR-4) đang khi ở Trân Châu Cảng. Sang tháng 8 năm 1941, nó viếng thăm Brisbane, Queensland thuộc Australia.

### Sau trận Trân Châu Cảng
Ngày 7 tháng 12 năm 1941, khi Hoa Kỳ bị lôi kéo vào Chiến tranh Thế giới thứ hai bởi cuộc tấn công bất ngờ của Hải quân Nhật Bản nhắm vào Trân Châu Cảng, dưới quyền chỉ huy của Đại tá Hải quân Ellis M. Zacharias, Salt Lake City cùng với đội đặc nhiệm tàu sân bay Enterprise (CV-6) đang trên đường quay trở về từ đảo Wake, còn cách 200 nmi (370 km) về phía Tây Trân Châu Cảng khi họ nhận được những tin tức về cuộc tấn công. Đội đặc nhiệm lập tức tung ra các máy bay tuần tiễu với hy vọng có thể phát hiện dấu vết của lực lượng đối phương, nhưng cuộc tìm kiếm không mang lại kết quả. Những con tàu quay trở về Trân Châu Cảng vào lúc chập tối ngày 8 tháng 12.
Sau một đêm tiếp nhiên liệu buồn tẻ, chúng lại khởi hành trước bình minh để săn tìm tàu ngầm tại khu vực phía Bắc quần đảo. Họ đã đụng độ với các tàu ngầm Nhật trong các ngày 10 và 11 tháng 12. Chiếc đầu tiên I-70 bị đánh chìm bởi máy bay ném bom bổ nhào của Enterprise; chiếc thứ hai bị phát hiện nổi trên mặt nước ngay trước mũi đội đặc nhiệm, bị tấn công bởi hải pháo của Salt Lake City trong khi các con tàu cơ động để tránh né các quả ngư lôi. Các tàu khu trục hộ tống cũng mở những đợt tấn công bằng mìn sâu nhưng không thể khẳng định đã tiêu diệt được đối thủ. Các hoạt động tấn công một mục tiêu thứ ba cũng không mang lại kết quả. Đội đặc nhiệm quay trở về Trân Châu Cảng vào ngày 15 tháng 12 để tiếp nhiên liệu.
Salt Lake City hoạt động cùng với Lực lượng Đặc nhiệm 8 cho đến ngày 23 tháng 12, giúp phòng thủ Oahu và hỗ trợ cuộc tấn công của lực lượng đặc nhiệm được dự định để giải tỏa cho đảo Wake đang bị bao vây. Sau khi Wake thất thủ, đội đặc nhiệm của Salt Lake City thực hiện các cuộc không kích vào khu vực phía Đông quần đảo Marshall tại Wotje, Maloelap và Kwajalein để phá hủy các căn cứ thủy phi cơ đối phương tại đây. Trong khi tiến hành bắn phá bờ biển trong các cuộc tấn công này, Salt Lake City bị máy bay đối phương tấn công và đã trợ giúp vào việc bắn rơi hai máy bay ném bom Nhật Bản. Trong tháng 3, nó hỗ trợ các cuộc không kích xuống đảo Marcus.
Trong tháng 4, nó hộ tống Lực lượng Đặc nhiệm 16, vốn đã thực hiện cuộc Không kích Doolittle nhắm vào Tokyo và các thành phố Nhật Bản khác, rồi quay trở về Trân Châu Cảng vào ngày 25 tháng 4. Mệnh lệnh đang chờ đợi các con tàu phải lên đường trong thời gian nhanh nhất có thể để gia nhập các lực lượng tàu sân bay Yorktown (CV-5) và Lexington (CV-2) trong khu vực biển Coral. Cho dù lực lượng đặc nhiệm di chuyển với tốc độ nhanh, chúng chỉ đến được địa điểm cách khoảng 450 nmi (830 km) về phía Đông Tulagi vào ngày 8 tháng 5, ngày diễn ra trận chiến biển Coral. Những gì diễn ra tiếp theo chỉ là sự rút lui của cả hai phía, khi Salt Lake City cùng đội đặc nhiệm của nó hoạt động như lực lượng bảo vệ vào ngày 11 tháng 5 ngoài khơi New Hebride, và từ ngày 12 đến ngày 16 tháng 5 hướng về phía Đông tại Efate và Santa Cruz. Ngày 16 tháng 5, nó được lệnh quay trở về Trân Châu Cảng, và đến nơi mười ngày sau đó.

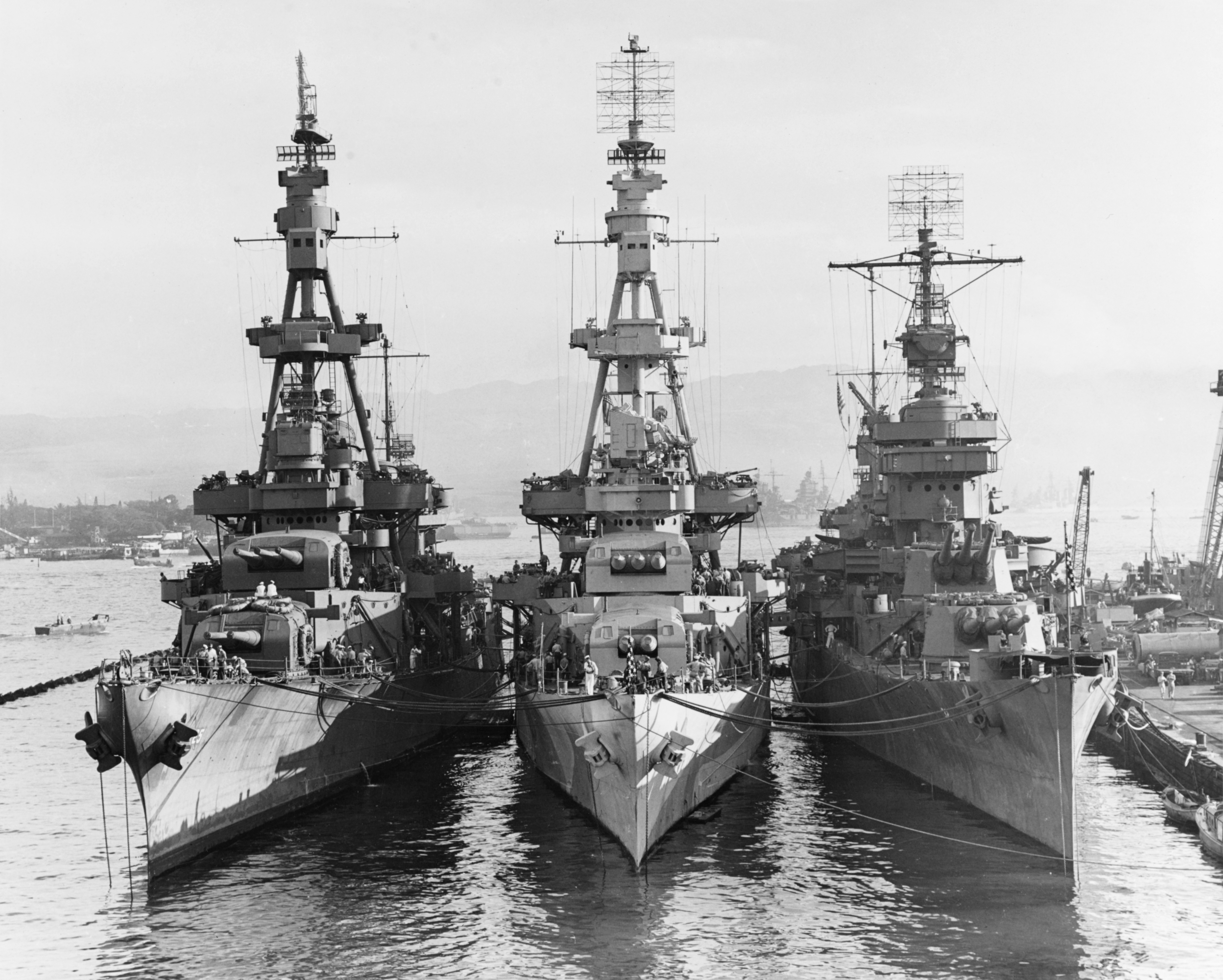
Từ trái qua phải: Salt Lake City, và tại Trân Châu Cảng, tháng 10 năm 1943

Các đội đặc nhiệm tàu sân bay được khẩn trương chuẩn bị để đối phó với đòn tấn công tiếp theo của Nhật Bản được dự đoán nhắm vào đảo san hô Midway. Trong trận chiến tại đây vào đầu tháng 6, Salt Lake City đảm trách bảo vệ phía sau cho hòn đảo.
Từ tháng 8 đến tháng 10 năm 1942, Salt Lake City có mặt tại khu vực Nam Thái Bình Dương hỗ trợ cho chiến dịch chiếm đóng Guadalcanal. Nó hỗ trợ tàu sân bay Wasp (CV-7) trong các cuộc đổ bộ vào ngày 7 và 8 tháng 8 cùng các hoạt động sau đó.
Salt Lake City đã bảo vệ cho Wasp khi nó trao đổi máy bay cho các tàu sân bay Saratoga (CV-3) và Enterprise, cũng như thực hiện tuần tra chiến đấu trên không và trinh sát trong quá trình đổ bộ. Salt Lake City đã ở cùng với Wasp vào ngày 15 tháng 9 khi chiếc tàu sân bay bị trúng ngư lôi từ tàu ngầm Nhật và bị đánh chìm. Chiếc tàu tuần dương tiến hành các hoạt động cứu vớt những người còn sống sót, và cũng nhận lên tàu những người đã được tàu khu trục Lardner (DD-487) vớt lên.

### Trận chiến mũi Esperance
Chiến dịch được tiến hành tại quần đảo Solomon phát triển thành một cuộc chiến quyết liệt, đạt đến cao điểm vào đêm 11-12 tháng 10 năm 1942 trong Trận chiến mũi Esperance. Lực lượng Đặc nhiệm 64 được hình thành chung quanh các tàu tuần dương Salt Lake City, Boise (CL-47), Helena (CL-50) và San Francisco (CA-38) nhằm ngăn trở những chuyến "Tốc hành Tokyo", một dòng di chuyển liên tục các tàu vận tải và tàu khu trục Nhật Bản để tăng cường lực lượng và tiếp liệu cho lực lượng Nhật Bản tại Guadalcanal. Lực lượng này được xem là không đủ lớn để có thể đối đầu với lực lượng hộ tống hùng hậu của Nhật, mà chỉ có ý định gây thiệt hại tối đa cho các tàu vận tải. Chúng đi đến khu vực ngoài khơi Espiritu Santo vào ngày 7 tháng 10, và trong hai ngày tiếp theo tuần tra gần Guadalcanal chờ đợi. Máy bay trinh sát đặt căn cứ trên đất liền đã báo cáo về một lực lượng lớn đối phương đang di chuyển dọc xuống "cái khe" (eo biển New Georgia), và đêm đó, lực lượng đặc nhiệm di chuyển đến gần đảo Savo để đánh chặn.
Những thủy phi cơ trinh sát được lệnh phóng lên từ các tàu tuần dương, nhưng trong khi được phóng lên, thủy phi cơ của Salt Lake City bị bắt lửa khi pháo sáng phát nổ trong buồng lái, máy bay bị rơi gần con tàu và viên phi công đã tìm cách thoát ra được, anh ta sau đó được tìm thấy an toàn trên một hòn đảo gần đó. Tuy nhiên, ánh sáng của đám cháy trong bóng đêm được các sĩ quan hạm đội Nhật nhìn thấy, vốn suy đoán rằng đó là pháo sáng của lực lượng đổ bộ lên bờ được bắn lên để yêu cầu trợ giúp. Soái hạm của hạm đội Nhật trả lời bằng đèn hiệu, và khi không nhận được tín hiệu trả lời, lại tiếp tục đánh tín hiệu. Lực lượng Mỹ đã hình thành nên đội hình chiến đấu thẳng góc với đội hình chữ T của Nhật Bản, và đã có thể đánh chặn tàu chiến đối phương. Các tàu tuần dương Mỹ khai hỏa và liên tục ghi được những phát trúng đích trong vòng bảy phút trước khi quân Nhật đang hoang mang nhận thức được thực sự những gì đang xảy ra. Họ đã tin một cách sai lầm rằng đang chịu đựng hỏa lực bắn nhầm của một đơn vị bạn, và khi quân Nhật bắn đầu bắn trả, hỏa lực của họ rời rạc và đã quá trễ. Tất cả các hoạt động trên chỉ diễn ra trong nữa giờ, khi cuối cùng một tàu tuần dương Nhật bị đánh chìm, một chiếc khác trở thành xác tàu vô dụng, chiếc thứ ba bị thủng hai lỗ và một tàu khu trục bị đánh chìm, để lại một tàu khu trục duy nhất trong lực lượng năm chiếc thoát khỏi hư hại. Salt Lake City bị đánh trúng ba phát trong trận này, Boise bị hư hại nặng nhưng vẫn xoay xở theo kịp hạm đội bằng chính động lực của mình, còn tàu khu trục Duncan (DD-485) bị bỏ lại thiêu rụi ngoài khơi đảo Savo. Các tàu chiến tập hợp lại đội hình và quay trở về Espiritu Santo.

### Trận chiến quần đảo Komandorski
Salt Lake City trải qua bốn tháng tiếp theo tại Trân Châu Cảng để sửa chữa và tiếp liệu. Vào cuối tháng 3 năm 1943, nó khởi hành hướng đến quần đảo Aleut và hoạt động từ đảo Adak để ngăn chặn việc tiếp liệu và tăng cường cho lực lượng Nhật Bản đang trú đóng trên các đảo Attu và Kiska. Hoạt động trong thành phần của Lực lượng đặc nhiệm 8, Salt Lake City được tháp tùng bởi tàu tuần dương hạng nhẹ Richmond (CL-9) và bốn tàu khu trục vào ngày 26 tháng 3 khi chúng bắt gặp một số tàu vận tải Nhật Bản, được hộ tống bởi các tàu tuần dương hạng nặng Nachi và Maya, các tàu tuần dương hạng nhẹ Tama và Abukuma cùng bốn tàu khu trục dưới quyền chỉ huy của Phó Đô đốc Boshiro Hosogoya, đưa đến trận chiến quần đảo Komandorski.

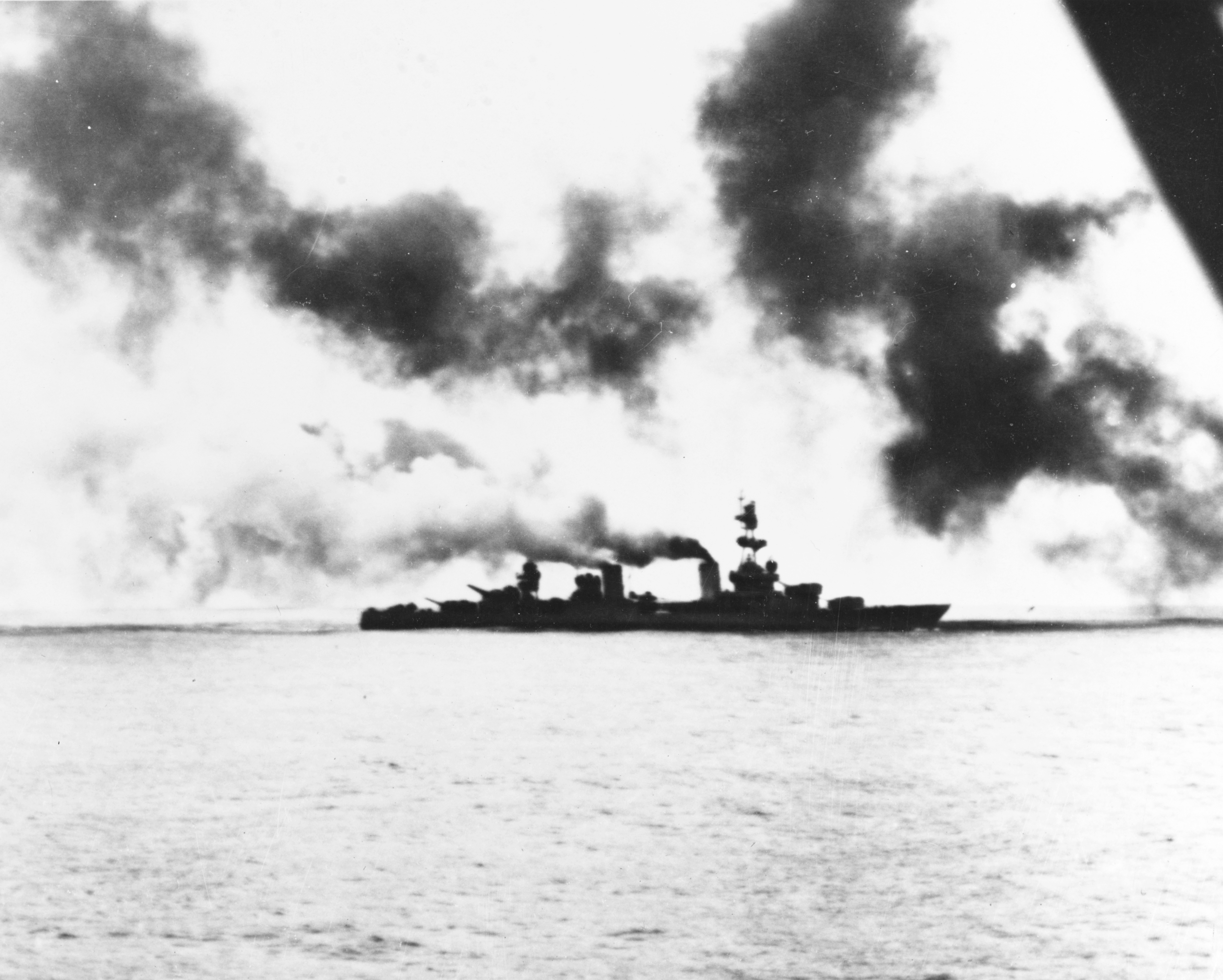
Salt Lake City, hư hại bởi hỏa lực pháo của tàu tuần dương Nhật, bắt đầu bị mất tốc độ trước khi chết đứng giữa biển, dưới sự che chở của màn khói được thả bởi các tàu khu trục đi kèm.

Tin tưởng một cách sai lầm rằng sẽ được vớ bở một cách dễ dàng, các tàu chiến Mỹ tập hợp thành đội hình và tiếp cận đối thủ. Hai tàu vận tải Nhật thoát đi đến vị trí an toàn trong khi các tàu chiến Nhật quay mũi để đối đầu. Nhóm tàu chiến Mỹ bị áp đảo cả về số lượng lẫn hỏa lực, những vẫn tiếp tục gây áp lực và đổi hướng nhằm hy vọng bắn trúng các tàu vận tải trước khi các tàu hộ tống có thể can thiệp. Còn có một khả năng khác là phía Nhật sẽ chia tách lực lượng của họ và Salt Lake City và Richmond có thể ngăn chặn một phần đối phương trong một tương quan cân bằng hơn.
Các tàu tuần dương đối địch đồng thời khai hỏa nhắm vào nhau ở khoảng cách 20.000 yd (18 km). Diễn biến tiếp theo của trận đánh về thực chất là hoạt động rút lui của lực lượng Mỹ, khi phía Nhật phá hỏng nỗ lực của họ tiếp cận các tàu phụ trợ. Salt Lake City là trung tâm sự chú ý của phía Nhật và nhanh chóng bị bắn trúng hai phát, một phát giữa tàu làm tử thương hai người, nhưng nó đáp trả bằng một hỏa lực rất chính xác. Bánh lái của nó bị hỏng làm giới hạn góc chuyển hướng chỉ đạt được 10 độ; và một phát bắn trúng khác làm ngập nước các ngăn phía trước. Dưới sự che chở của màn khói được thả bởi các tàu khu trục đi kèm cùng các cuộc tấn công bằng ngư lôi quyết liệt, các tàu tuần dương Mỹ đã có thể quay mũi lẩn tránh, vốn đã có thể gia tăng khoảng cách với đối thủ trong một lúc. Salt Lake City nhanh chóng tiếp tục bị bắn trúng và các nồi hơi của nó lần lượt bị tắt ngúm; nước mặn xâm nhập vào các ống dẫn đầu đốt. Tình trạng của nó giờ đây gây la mối lo ngại trầm trọng, khi nó chết đứng giữa biển và các tàu tuần dương Nhật nhanh chóng tiến đến gần. May mắn là nó che chở trong màn khói, và đối phương không biết đến hoàn cảnh ngặt nghèo của nó.
Các tàu khu trục Mỹ tấn công các tàu tuần dương Nhật Bản, bắt đầu thu hút hỏa lực đối phương khỏi Salt Lake City. Bailey bị bắn trúng hai phát đạn pháo 8-inch trong khi đang phóng một loạt năm quả ngư lôi từ tầm xa. Cùng lúc đó, kỹ sư trên Salt Lake City nối lại được các đường ống dẫn dầu và đốt lại được các nồi hơi; con tàu có được động lực hơi nước và bắt đầu có được tốc độ. Bất ngờ lực lượng Nhật Bản bắt đầu rút lui, vì đã hao hụt nhanh chóng gần hết đạn dược. Họ không thể tiên đoán là tình trạng phía Mỹ còn tệ hại hơn nhiều cả về khía cạnh đạn dược lẫn nhiên liệu.
Cho dù bị một ưu thế áp đảo gấp hai lần về lực lượng, phía Mỹ đã thành công trong mục đích của họ. Dự định của phía Nhật nhằm tăng cường và tiếp liệu cho lực lượng trú đóng tại các căn cứ thuộc quần đảo Aleut bị thất bại khi hạm đội Nhật buộc phải quay mũi trở về căn cứ xuất phát. Sau đó Salt Lake City hỗ trợ cho cuộc đổ bộ của lực lượng Mỹ nhằm tái chiếm Attu và Kiska, kết thúc Chiến dịch quần đảo Aleut. Nó rời Adak vào ngày 23 tháng 9 quay về San Francisco trước khi hướng đến Trân Châu Cảng, và nó đến nơi vào ngày 14 tháng 10 năm 1943.

### Quần đảo Marshall
Chiến lược tấn công của Đồng Minh tại Thái Bình Dương giờ đây nhắm vào quần đảo Marshall. Một đòn tấn công gồm hai mũi ngang qua Micronesia và quần đảo Bismarck sẽ buộc đối phương phải phân tán lực lượng, ngăn chặn khả năng tiến hành một cuộc cơ động hai bên sườn và cho phép phe Đồng Minh lựa chọn hướng tấn công tiếp theo sau. Để có được những thông tin tình báo cần thiết để vạch kế hoạch cho chiến dịch Marshall, quần đảo Gilbert cần được chiếm giữ và duy trì để sử dụng như một khu vực tập trung và xuất phát các phi vụ trinh sát hình ảnh. Salt Lake City được phân về Lực lượng Đặc nhiệm 50.3 của Nhóm tàu sân bay phía Nam cho các hoạt động quần đảo Gilbert, Chiến dịch Galvanic.
Salt Lake City thực hiện các hoạt động huấn luyện tác xạ nghiêm ngặt cho đến ngày 8 tháng 11, khi nó lên đường gia nhập cùng các tàu sân bay Essex (CV-9), Bunker Hill (CV-17) và Independence (CVL-22) vốn đang tiến hành các cuộc không kích chuẩn bị trên đảo Wake như những đòn tấn công nghi binh phân tán vào các ngày 5 và 6 tháng 10 cũng như xuống Rabaul vào ngày 11 tháng 11. Salt Lake City gặp gỡ lực lượng này vào ngày 13 tháng 11 ngoài khơi Funafuti thuộc quần đảo Ellice. Sau cuộc hẹn gặp gỡ tiếp nhiên liệu cho các tàu sân bay tại Espiritu Santo, nó tham gia hoạt động vào ngày 19 tháng 11 khi bắn pháo xuống Betio tại đảo san hô Tarawa thuộc quần đảo Gilbert. Trong ngày hôm đó và ngày tiếp theo, nó đã đánh trả các đợt tấn công ngư lôi liên tục bằng máy bay nhắm vào các tàu sân bay. Tarawa hoàn toàn bị chiếm đóng vào ngày 28 tháng 11, và đây là chiến dịch đổ bộ xuống bãi biển đầu tiên bị kháng cự mãnh liệt tại Thái Bình Dương, và nhiều bài học rút ra tại đây sau đó được áp dụng cho nhiều chiến dịch đổ bộ tiếp theo.
Salt Lake City được điều về Đội Đặc nhiệm 50.15 cho Chiến dịch Marshall vốn đã được mong đợi từ lâu. Từ ngày 29 tháng 1 đến ngày 17 tháng 2 năm 1944, nó tiến hành bắn phá bờ biển tại các đảo Wotje và Taroa vốn bị bỏ qua và bị cắt đứt khỏi các con đường tiếp liệu vì lực lượng Nhật Bản chủ yếu tập trung trên các đảo Majuro, Eniwetok và Kwajalein. Chiến thuật nhảy cóc này hoạt động rất hiệu quả, loại trừ những tổn thất không cần thiết nếu như phải quét sạch mọi hòn đảo do quân Nhật kiểm soát. Trong các ngày 30 tháng 3 đến 1 tháng 4, Salt Lake City tham gia tấn công Palau, Yap, Ulithi, và Woleai về phía Tây quần đảo Caroline. Chiếc tàu tuần dương thả neo tại Majuro vào ngày 6 tháng 4 và ở lại đây cho đến ngày 25 tháng 4, khi nó đi một mình không cần hộ tống đến Trân Châu Cảng.
Salt Lake City về đến Trân Châu Cảng vào ngày 30 tháng 4 và lên đường ngay ngày hôm sau hướng về Xưởng hải quân Mare Island. Nó đến nơi vào ngày 7 tháng 5 và ở lại khu vực vịnh San Francisco cho đến ngày 1 tháng 7. Sau đó nó hướng đến đảo Adak tại Alaska, đến nơi vào ngày 8 tháng 7. Các hoạt động của nó tại quần đảo Aleut, bao gồm một cuộc bắn pháo dự định tiến hành nhắm vào Paramushir bị cắt ngắn do thời tiết xấu, và chiếc tàu tuần dương quay trở về Trân Châu Cảng vào ngày 13 tháng 8.

### Leyte – Iwo Jima – Okinawa
Salt Lake City khởi hành cùng với tàu tuần dương chị em Pensacola (CA-24) và tàu sân bay Monterey (CVL-26) vào ngày 29 tháng 8 để tấn công đảo Wake. Chúng tấn công hòn đảo trong ngày 3 tháng 9, rồi tiếp tục hướng đến Eniwetok và ở lại đây cho đến ngày 24 tháng 9. Các tàu tuần dương sau đó di chuyển đến Saipan thực hiện nhiệm vụ tuần tra, rồi đến ngày 6 tháng 10 tiếp tục hướng đến đảo Marcus tạo một đòn tấn công phân tán cho chiến dịch ném bom lên Đài Loan. Chúng tiến hành nả pháo lên Marcus trong ngày 9 tháng 9 rồi quay về Saipan.
Vào tháng 10, trong quá trình Trận chiến vịnh Leyte, Salt Lake City quay trở lại vai trò hộ tống và hỗ trợ trong thành phần đội đặc nhiệm tàu sân bay nhanh tấn công các căn cứ và lực lượng tàu nổi Nhật Bản. Đặt căn cứ tại Ulithi, nó hộ tống các tàu sân bay từ ngày 15 đến ngày 26 tháng 10. Từ ngày 8 tháng 11 năm 1944 đến ngày 25 tháng 1 năm 1945, nó hoạt động cùng Hải đội Tuần dương 5 thuộc Lực lượng Đặc nhiệm 54, bắn pháo xuống quần đảo Volcano để vô hiệu hóa các sân bay mà quân Nhật tập trung lực lượng để tổ chức ném bom các căn cứ của máy bay ném bom B-29 Superfortress tại Saipan. Các cuộc tấn công này được phối hợp cùng với các đợt không kích bởi máy bay ném bom B-24 Liberator. Sang tháng 2, nó hoạt động trong thành phần Lực lượng Đặc nhiệm 54 vào giai đoạn cuối cùng của việc chiếm đóng Iwo Jima cùng các hoạt động ban đầu trong chiến dịch nhằm chiếm Okinawa.
Salt Lake City thực hiện bắn pháo theo yêu cầu tại Iwo Jima cho đến ngày 13 tháng 3, rồi tập trung các hoạt động tại Okinawa cho đến ngày 28 tháng 5, khi nó đi đến Leyte để sửa chữa và bảo trì. Nó quay trở lại Okinawa hỗ trợ các hoạt động rải mìn tại đây và tuần tra trong khu vực Biển Đông Trung Quốc vào ngày 6 tháng 7. Một tháng sau, vào ngày 8 tháng 8, nó khởi hành đi đến quần đảo Aleut ngang qua Saipan. Đang khi trên đường hướng đến Adak, nó nhận được lệnh vào ngày 31 tháng 8 chuyển hướng đến phía Bắc đảo Honshū, Nhật Bản, đổ hỗ trợ cho việc chiếm đóng Căn cứ Hải quân Ominato.

### Sau chiến tranh

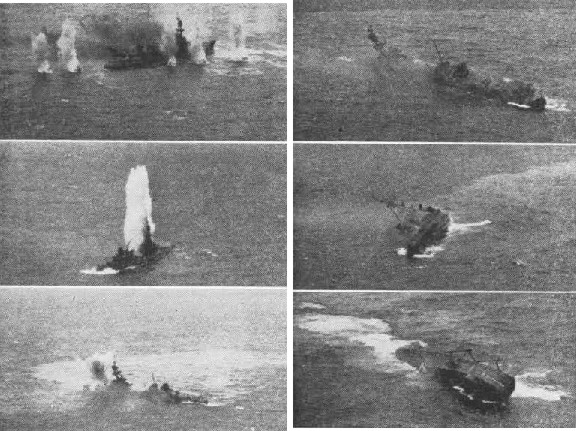
Salt Lake City đang bị đánh chìm như một mục tiêu vào ngày 25 tháng 5 năm 1948.

Giống như số phận của nhiều tàu chiến khác sau chiến tranh, Salt Lake City được chuẩn bị để ngừng hoạt động ngay sau khi Chiến tranh Thế giới thứ hai vừa kết thúc. Thoạt tiên, nó được lệnh điều về Đệ Tam hạm đội tại bờ Tây nước Mỹ vào tháng 10 năm 1945 để chuẩn bị ngừng hoạt động. Tuy nhiên, vào ngày 29 tháng 10, nó được chuyển sang phục vụ trong Chiến dịch Magic Carpet (chiếc thảm thần) nhằm hồi hương các cựu chiến binh tại chiến trường Thái Bình Dương quay trở về Hoa Kỳ.
Ngày 14 tháng 11, nó được đưa vào danh sách các tàu chiến sẽ bị sử dụng như tàu thử nghiệm cho "Chiến dịch Crossroads", một cuộc thử nghiệm bom nguyên tử tại đảo san hô Bikini. Nó được tháo dỡ một phần vũ khí cũng như giảm bớt thủy thủ đoàn trước khi di chuyển đến Trân Châu Cảng vào tháng 3 năm 1946.
Salt Lake City được sử dụng trong việc đánh giá hiệu quả của các vụ nổ nguyên tử trên các tàu nổi, trước tiên trong thử nghiệm "Able", một vụ nổ trên không vào ngày 1 tháng 7, rồi của "Baker", một vụ nổ thứ hai ngầm dưới nước vào ngày 25 tháng 7. Sống sót qua cả hai vụ nổ, nó được chính thức cho ngừng hoạt động vào ngày 29 tháng 8. Nó bị đánh chìm như một tàu mục tiêu vào ngày 25 tháng 5 năm 1948, tại địa điểm cách 130 nmi (240 km) ngoài khơi bờ biển Nam California, và được rút khỏi danh sách Đăng bạ Hải quân vào ngày 18 tháng 6 năm 1948.

## Phần thưởng
Salt Lake City được tặng thưởng 11 Ngôi sao Chiến trận do thành tích phục vụ trong Chiến tranh Thế giới thứ hai, và danh hiệu Đơn vị Tuyên dương Hải quân cho hoạt động dũng cảm của nó trong Chiến dịch quần đảo Aleut.Yarnall, Paul (ngày 27 tháng 9 năm 2020). "USS Salt Lake City (CL/CA 25)". NavSource.org. Bản gốc lưu trữ ngày 10 tháng 4 năm 2021. Truy cập ngày 24 tháng 4 năm 2021.</ref>
|             |  |                                         |
| Bronze star |  | Silver star · Silver star · Bronze star |
|             |  |                                         |

| Dãi băng Hoạt động Tác chiến                                  | Dãi băng Hoạt động Tác chiến             | Đơn vị Tuyên dương Hải quân              | Đơn vị Tuyên dương Hải quân                                              |
| Huân chương Phục vụ Phòng vệ Hoa Kỳ với 1 Ngôi sao Chiến trận | Huân chương Chiến dịch Hoa Kỳ            | Huân chương Chiến dịch Hoa Kỳ            | Huân chương Chiến dịch Châu Á-Thái Bình Dương với 11 Ngôi sao Chiến trận |
| Huân chương Chiến thắng Thế Chiến II                          | Đơn vị Tuyên dương Tổng thống Philippine | Đơn vị Tuyên dương Tổng thống Philippine | Huân chương Giải phóng Philippine (Philippine)                           |